# Dolores River
Der Dolores River ist ein 402 Kilometer langer Nebenfluss des Colorado River in Colorado und Utah.
Der Dolores River entspringt im Südwesten Colorados nahe dem Dolores Peak und dem Mount Wilson in den San Miguel Mountains. Er fließt in Richtung Südwesten, bis er hinter Dolores eine Drehung Richtung Norden macht. Vor dem Dolores River Canyon mündet der San Miguel River in den Fluss. Nahe Fisher Towers im Grand County in Utah mündet er in den Colorado River.